# Космос-30
Космос-30 — советский космический спутник Земли, запущенный в космос 18 мая 1964 года, второй аппарат типа «Зенит-4», предназначался для разведки и фоторазведки. Это был тридцатый аппарат, получивший имя «Космос».
Для запуска спутника в космос использовалась ракета-носитель 11А57 «Восход». Запуск произошёл 18 мая 1964 года в 09:50 GMT с пусковой установки 17П32-5 стартовой площадки 1, также известной как «Гагаринский старт».
Космос-30 был помещён в низкую околоземную орбиту с перигеем в 206,6 километров, апогеем в 383,1 километр, с углом наклона плоскости орбиты к плоскости экватора Земли в 64,93 градуса, и орбитальным периодом в 90,24 минуты. Он провёл 8 дней на орбите, выполняя миссию, после чего 26 мая покинул орбиту и выполнил посадку на территории СССР с помощью спускаемого аппарата.